# Diecezja Palencii
Diecezja Palencii (łac. Dioecesis Palentinus) – diecezja Kościoła rzymskokatolickiego w Hiszpanii. Należy do metropolii Burgos. Została erygowana w III wieku.